# 阿拉善沙漠
阿拉善沙漠是戈壁沙漠的最南部份，位於中國內蒙古的北部及甘肅省的北部。沙漠以東為賀蘭山；南接祁連山；西達额济纳河；北至蒙古国，面积約100萬平方公里。
阿拉善沙漠主要為阿拉善盟的聚居地。另一方面，阿拉善龍的化石於阿拉善沙漠內首次被發現，因此以此地命名。